# Миссия невыполнима: Последствия
«Ми́ссия невыполни́ма: После́дствия» (англ. Mission: Impossible – Fallout) — американский шпионский боевик 2018 года Кристофера Маккуорри с Томом Крузом в главной роли. Сиквел картины «Миссия невыполнима: Племя изгоев» (2015), шестая часть франшизы «Миссия невыполнима». Через два года после событий «Племени изгоев» агент Итан Хант и отряд «Миссия невыполнима» пытаются предотвратить ядерную атаку террориста Соломона Лейна и таинственного экстремиста Джона Ларка.
Премьера картины состоялась в Париже 12 июля 2018 года. В США фильм вышел 27 июля. Лента получил признание критиков и собрала в прокате 824,1 миллиона долларов, став самым кассовым фильмом франшизы и восьмым кассовым в 2018 году. За «Последствиями» последовали два сиквела: «Миссия невыполнима: Смертельная расплата» вышел в 2023 году, а «Миссия невыполнима: Финальная расплата» вышел в мае 2025 года.

## Сюжет
Остатки ликвидированной преступной группировки «Синдикат» объединяются под названием «Апостолы». Остановившийся в Белфасте Итан Хант узнаёт детали последней операции «Апостолов». Они планируют раздобыть похищенные  с российского ядерного полигона три плутониевых сердцевины для портативных бомб. Итан Хант направляется в Берлин, где «Апостолы» планируют купить плутоний у похитителей. Хант встречается с Бенджи Данном и Лютером Стикелом. Операция идет не по плану, Лютера берут в плен, и спасая его, Хант упускает появившихся Апостолов с плутонием.  Ханту удается задержать физика-ядерщика, помогавшего собрать бомбы. Ему показывают поддельные новостные репортажи о катастрофических терактах, и он соглашается сотрудничать, раскрывая детали того, у кого находятся бомбы и взрыватели к ним.
Директор ЦРУ направляет своего агента Августа Уолкера проконтролировать действия команды по перехвату плутония. Август и Итан летят в Париж на сделку Джона Ларка и «Апостолов», при участии посредника — торговца оружием известного, как «Белая вдова» (Дочь торговца оружием Макс из первого фильма). Преследуя Белую вдову, Хант сталкивается с Ларком и, спасая Итана, Джона убивает внезапно появившаяся агент Ми-6 Илза Фауст. Итан Хант для продолжения действий вынужден притвориться Джоном Ларком, надеясь, что "Белая вдова" никогда не встречалась с ним.  Наёмники «Апостолов» начинают преследование Ларка-Ханта и Белой вдовы. Они скрываются, но продавцы плутония, с которыми его может связать Вдова, не готовы расстаться с ним пока Ларк-Хант не окажет им услугу. Ларк-Хант должен освободить криминального лидера Соломона Лейна, задержанного в ходе событий предыдущего фильма, которого перевозит вооруженный конвой в Париже. В качестве предоплаты он получает одну из плутониевых сфер. После этого он успешно захватывает Лейна, при этом он вынужден противостоять полиции и агентам MI-6 во главе с Илзой, пытающимся отбить Лейна. После погони и перестрелки Лейн освобожден и Белая вдова распоряжается доставить его в Лондон.
В столице Великобритании ОМН встречает Алан Ханли с командой ЦРУ для поддержки операции. Алан, полагая, что Ларка нельзя освобождать, пытается остановить Итана. Хант, якобы, чтобы продолжать миссию и спасти мир от террориста,  вынужден обездвижить Ханли. Август присоединяется к команде. Оставшись сторожить Лейна, (чью личность примерили на Бенджи для встречи с Белой Вдовой) Август Уолкер раскрывает свою личность — выясняется, что под его обличьем скрывался оставшийся в живых Джон Ларк, подручный Соломона Лейна. Выясняется, что это было ловушка, чтобы раскрыть Ларка. Прибывает подкрепление ЦРУ, которое требует всем явиться в Вашингтон до выяснения обстоятельств. Прибывшая команда ЦРУ, как оказывается, наполовину состоит из агентов «Апостолов» и атакует ОМН. Август убивает Ханли в стычке ударом ножа. ОМН начинает преследование Августа и Соломона, но те скрываются из Лондона на вертолёте. Выясняется, что они направились в Кашмир. Там находится медицинский лагерь в горах, где берёт своё начало река питающая сразу три страны, Китай, Индию и Пакистан. Цель преступников - подорвать бомбы, чтобы загрязнить источники пресной воды для самого населённого района мира. Прибыв в лагерь отряд выясняет, что лагерь был разбит неспроста, так как возглавить его предложили бывшей жене Ханта, Джулии. Таким образом Лейн собирается решить две проблемы сразу, отомстить Ханту и навредить его бывшей жене и уничтожить треть населения человечества. В ходе слаженных усилий команды ОМН и после напряжённой погони на вертолёте команде удаётся остановить террористов, в последний момент обезвредив взрыватель.

## В ролях
| Актёр            | Роль                            |
| ---------------- | ------------------------------- |
| Том Круз         | Итан Хант                       |
| Генри Кавилл     | Август Уокер / Джон Ларк        |
| Винг Рэймс       | Лютер Стикелл                   |
| Саймон Пегг      | Бенджи Данн                     |
| Ребекка Фергюсон | бывший агент MI6 Ильза Фауст    |
| Шон Харрис       | Соломон Лейн                    |
| Ванесса Кирби    | «Белая Вдова» Аланна Митцополис |
| Алек Болдуин     | руководитель ОМН Алан Ханли     |
| Анджела Бассетт  | директор ЦРУ Эрика Слоун        |
| Мишель Монаган   | бывшая жена Итана Джулия Миид   |
| Уэс Бентли       | муж Джулии Эрик                 |
| Фредерик Шмидт   | брат Аланны Зола Митцополис     |
| Лианг Янг        | фальшивый Ларк                  |
| Кристоффер Йонер | Нильс Дельбрук                  |

## Критика
На сайте Rotten Tomatoes у фильма 97 % положительных рецензий на основе 376 отзывов со средней оценкой 8,3 из 10. На Metacritic — 86 баллов из 100 на основе 60 рецензий. На сайте IMBD у фильма рейтинг 7,7 из 10. 

## Награды и номинации
| Премия                         | Категория                               | Номинант            | Результат |
| ------------------------------ | --------------------------------------- | ------------------- | --------- |
| BAFTA                          | Лучший звук                             |                     | Номинация |
| «Выбор критиков»               | Лучший экшн-фильм                       |                     | Победа    |
| «Выбор критиков»               | Лучшие визуальные эффекты               |                     | Номинация |
| Премия Гильдии киноактёров США | Лучший каскадёрский состав              |                     | Номинация |
| «Сатурн»                       | Лучший приключенческий фильм или боевик |                     | Победа    |
| «Сатурн»                       | Лучшая мужская роль                     | Том Круз            | Номинация |
| «Сатурн»                       | Лучший сценарий                         | Кристофер Маккуорри | Номинация |
| «Сатурн»                       | Лучшие визуальные эффекты               |                     | Номинация |